# Jaromír Blažek
Jaromír Blažek, češki nogometaš, * 29. december 1972, Brno, Češkoslovaška.
Blažek je nekdanji nogometni vratar in član češke nogometne reprezentance.